# Marty Nothstein
Martin Wayne Nothstein (conocido como Marty Nothstein; Allentown, 10 de febrero de 1971) es un deportista estadounidense que compitió en ciclismo en la modalidad de pista, especialista en las pruebas de velocidad y keirin.
Participó en tres Juegos Olímpicos de Verano, entre los años 1996 y 2004, obteniendo en total dos medallas, oro en Sídney 2000 y plata en Atlanta 1996, ambas en la prueba de velocidad individual.
Ganó siete medallas en el Campeonato Mundial de Ciclismo en Pista entre los años 1993 y 1997.

## Medallero internacional
| Juegos Olímpicos   | Juegos Olímpicos         | Juegos Olímpicos  | Juegos Olímpicos      |
| Año                | Lugar                    | Medalla           | Competición           |
| ------------------ | ------------------------ | ----------------- | --------------------- |
| 1996               | Atlanta (Estados Unidos) | Medalla de plata  | Velocidad             |
| 2000               | Sídney (Australia)       | Medalla de oro    | Velocidad individual  |
| Campeonato Mundial |                          |                   |                       |
| Año                | Lugar                    | Medalla           | Competición           |
| 1993               | Hamar (Noruega)          | Medalla de plata  | Keirin                |
| 1994               | Palermo (Italia)         | Medalla de oro    | Keirin                |
| 1994               | Palermo (Italia)         | Medalla de oro    | Velocidad             |
| 1995               | Bogotá (Colombia)        | Medalla de bronce | Velocidad por equipos |
| 1996               | Mánchester (Reino Unido) | Medalla de oro    | Keirin                |
| 1996               | Mánchester (Reino Unido) | Medalla de plata  | Velocidad individual  |
| 1997               | Perth (Australia)        | Medalla de bronce | Keirin                |

## Palmarés
- 1994
  - Campeón del mundo de velocidad 
  - Campeón del mundo de keirin
- 1995
  - Medalla de oro en los Juegos Panamericans en velocidad
- 1996
  - Medalla de plata en los Juegos Olímpicos de Atlanta en velocidad individual 
  - Campeón del mundo de keirin
- 1999
  - Medalla de oro en los Juegos Panamericans en velocidad
  - Medalla de oro en los Juegos Panamericans en velocidad por equipos
  - Medalla de oro en los Juegos Panamericans en keirin
  - Campeón de los Estados Unidos en velocidad 
  - Campeón de los Estados Unidos en keirin 
  - Campeón de los Estados Unidos en velocidad por equipos
- 2000
  - Medalla de oro en los Juegos Olímpicos de Sydney en velocidad individual 
  - Campeón de los Estados Unidos en velocidad 
  - Campeón de los Estados Unidos en keirin 
  - Campeón de los Estados Unidos en velocidad por equipos
- 2001
  - Campeón de los Estados Unidos en velocidad 
  - Campeón de los Estados Unidos en keirin 
  - Campeón de los Estados Unidos en kilómetro contrarreloj 
  - Campeón de los Estados Unidos en velocidad por equipos
- 2002
  - 1.º en los Seis días de Moscú (con Ryan Oelkers)
  - Campeón de los Estados Unidos en scratch
- 2003
  - Campeón de los Estados Unidos en keirin 
  - Campeón de los Estados Unidos en velocidad por equipos
- 2004
  - Campeón de los Estados Unidos en keirin

### Resultados a laCopa del Mundo
- 1995
  - 1.º en Mánchester, en velocidad
- 1996
  - 1.º en Cali y La Habana, en velocidad
  - 1.º en Cali, La Habana y Busto Garolfo, en keirin
- 1997
  - 1.º en Cali y Fiorenzuola de Arda, en Velocidad
  - 1.º en Cali, Quartu Santo'Elena y Adelaida, en Keirin
- 2000
  - 1.º en Cali, en Velocidad